# Karoline Herfurth
Karoline Herfurth (* 22. května 1984 Východní Berlín) je německá filmová, televizní a divadelní herečka, dabérka a režisérka.

## Životopis
Narodila se ve východním Berlíně ve východním Německu do rodiny psycholožky a praktického lékaře. Její rodiče se rozvedli, když jí byly dva roky. Vyrůstala v Berlíně s bratrem a pěti nevlastními bratry a sestrami. Chodila na waldorfskou školu v Berlíně a absolvovala Akademii dramatických umění Ernsta Busche.
Její první role přišla v jejích deseti letech, kdy se objevila v televizním seriálu Ferien jenseits des Mondes. Svou první filmovou roli získala v patnácti letech, a to ve filmu první část ve filmu Küss mich, Frosch. Jako teenagerka se objevovala v německých komediích jako Holky to chtěj taky nebo Holky při tom nepláčou. Za roli Lilli Richter ve filmu režisérky Caroline Link Im Winter ein Jahr získala v roce 2009 Bavorskou filmovou cenu pro nejlepší mladou herečku.
Mezinárodnímu filmovému publiku se poprvé představila v roce 2006 v americkém thrilleru Parfém: Příběh vraha, v němž ztvárnila první oběť Jeana-Baptista Grenouille. V roce 2008 si zahrála s Kate Winslet a Ralphem Fiennesem v dramatu Předčítač. V roce 2013 ztvárnila učitelku Lisi Schnabelstedt v komedii Fakjů pane učiteli, roli si zopakovala i v pokračování filmu s názvem Fakjů pane učiteli 2. V roce 2016 režírovala svůj první celovečerní film SMS pro tebe.
Žije v Berlíně a má dvě děti (narozené v letech 2012 a 2014).

## Filmografie

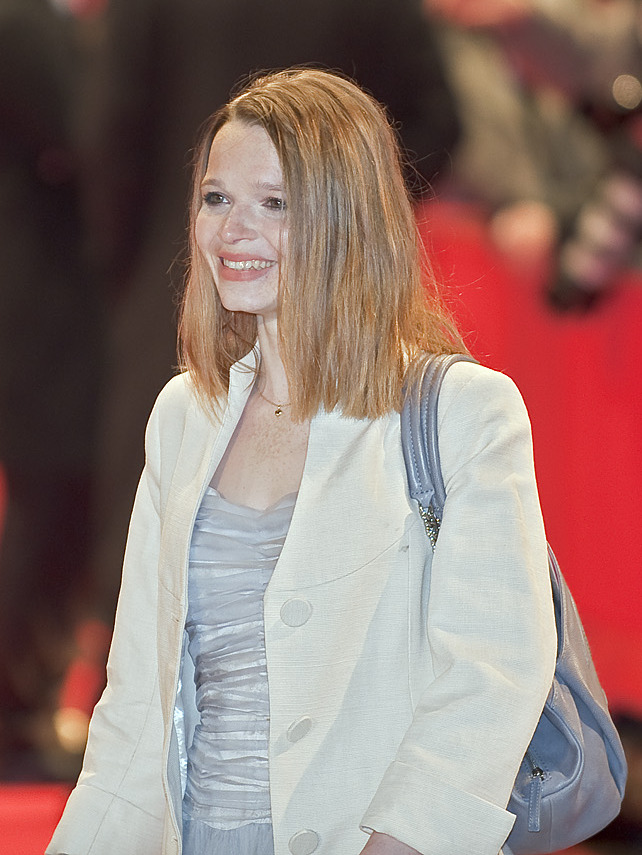
Karoline Herfurth v roce 2009

| Rok  | Název                                 | Role                 | Poznámky                                 |
| ---- | ------------------------------------- | -------------------- | ---------------------------------------- |
| 1994 | Ferien jenseits des Mondes            |                      |                                          |
| 2000 | Küss mich, Frosch                     | Mary                 |                                          |
| 2000 | Crazy                                 | Anna                 |                                          |
| 2001 | Holky to chtěj taky                   | Lena                 |                                          |
| 2002 | Holky při tom nepláčou                | Steffi               |                                          |
| 2003 | Mein Name ist Bach                    | princezna Amalie     |                                          |
| 2004 | Anemonenherz                          | Olga                 | krátký film                              |
| 2004 | Holky to chtěj taky 2                 | Lena                 |                                          |
| 2004 | Princezna na útěku                    | princezna Sofia      | televizní film                           |
| 2005 | Druhá liga                            | Hayat                |                                          |
| 2006 | Parfém: Příběh vraha                  | rudovlasá dívka      |                                          |
| 2006 | Die Kinder der Flucht                 | Ursula Waage         | televizní seriál, díl: „Breslau brennt!“ |
| 2007 | Peer Gynt                             | Solvejg              | televizní film                           |
| 2007 | Pornorama                             | Luzi                 |                                          |
| 2008 | Im Winter ein Jahr                    | Lilli Richter        |                                          |
| 2008 | Předčítač                             | Marthe               |                                          |
| 2008 | Prolomit zeď                          | Anja Ahrendt         | televizní film                           |
| 2008 | Purpurová křídla, tajemství plameňáků | vypravěčka           | dabing dokumentárního filmu              |
| 2009 | Berlin '36                            | Gretel Bergmannová   |                                          |
| 2009 | Princezna Husopaska                   | Elisabeth            | televizní film                           |
| 2010 | Vincent jede k moři                   | Marie                |                                          |
| 2010 | Wir sind die Nacht                    | Lena                 |                                          |
| 2010 | So wie wir hier zusammen sind         | Hilde                | krátký film                              |
| 2011 | Das Blaue vom Himmel                  | mladá Marga Baumanis |                                          |
| 2011 | Festung                               | Claudia              |                                          |
| 2012 | Zettl                                 | Verena               |                                          |
| 2012 | Errors of the Human Body              | Rebekka              |                                          |
| 2013 | Vášeň                                 | Dani                 |                                          |
| 2013 | Fakjů pane učiteli                    | Lisi Schnabelstedt   |                                          |
| 2015 | Traumfrauen                           | Hannah Reimann       |                                          |
| 2015 | Fakjů pane učiteli 2                  | Lisi Schnabelstedt   |                                          |
| 2015 | Lovci duchů na ledové stopě           | Hopkins              |                                          |
| 2015 | Rico a Oskar, zlomené srdce           | Tanja Doretti        |                                          |
| 2016 | Rico a Oskar, ukradený kámen          | Tanja Doretti        |                                          |
| 2016 | SMS pro tebe                          | Clara                | také režisérka                           |
| 2017 | You Are Wanted                        | Lena Arandt          | televizní seriál                         |
| 2018 | Malá čarodějnice                      | Malá čarodějnice     |                                          |
| 2018 | Beat                                  | Emilia               | televizní seriál                         |
| 2019 | Zlatíčka                              | Franny               |                                          |
| 2019 | Téměř dokonalá tajemství              | Carlotta Keschwari   |                                          |
| 2020 | Wunderschön                           | Sonja                | také režisérka                           |

## Divadlo
- 2007 Ivan Vyrypajev: Kyslík, Ona, Divadlo Maxima Gorkého v Berlíně, koprodukce s Akademií dramatického umění Ernsta Busche, režie Mareike Mikat
- 2008 Ferenc Molnár: Liliom, Juli, Německé národní divadlo Výmar, režie Nora Schlocke